# Caraphia thailandica
Caraphia thailandica là một loài bọ cánh cứng trong họ Cerambycidae.